# 10035 Davidgheesling
10035 Davidgheesling è un asteroide della fascia principale. Scoperto nel 1982, presenta un'orbita caratterizzata da un semiasse maggiore pari a 2,2691828 au e da un'eccentricità di 0,1429369, inclinata di 4,79657° rispetto all'eclittica.